# René Gérard (cyclisme)
Pour les articles homonymes, voir René Gérard et Gérard.
René Gérard, né le 12 novembre 1894 et mort le 28 juin 1976 à Tours,, est un coureur cycliste français. Ancien professionnel, il a notamment remporté la course Paris-L'Aigle et une édition de Poitiers-Saumur-Poitiers. Il a également participé au Tour de France en 1924 (huitième d'une étape).

## Palmarès et résultats

### Palmarès par année
- 1921
  - 2e de Poitiers-Saumur-Poitiers
  - 2e de Tours-Châtellerault-Tours
  - 3e du Circuit du Maine-et-Loire
- 1922
  - Tours-Châtellerault-Tours
  - 3e du Circuit de Saumur
- 1923
  - 2e de Tours-Châtellerault-Tours
  - 2e du championnat d'Indre-et-Loire
  - 2e de Paris-Angers
- 1925
  - 2e de Paris-Nantes
  - 3e de Paris-Bourganeuf
- 1926
  - 2e de Tours-Châtellerault-Tours
- 1927
  - Grand Prix de la Sarthe
  - Poitiers-Saumur-Poitiers
  - 2e d'Angers-Nantes-Angers
- 1928
  - Paris-L'Aigle
  - Paris-Limoges
  - 2e du Circuit de la Vienne
- 1929
  - 2e du Circuit de l'Indre
  - 2e du Circuit de la Mayenne

### Résultats sur les grands tours

#### Tour de France
1 participation
- 1924 : non-partant (6e étape)